# Дженнингс, Джазз
Джазз Дженнингс (урождённый Джарон Сет Блошинский (англ. Jaron Seth Bloshinsky), 6 октября 2000, Флорида, США) — американский ютубер, телеведущая и активистка движения за права ЛГБТ. Дженнингс — один из самых молодых публично задокументированных людей, идентифицированных как трансгендеры. Дженнингс привлекла внимание всей страны в 2007 году, когда во время интервью с Барбарой Уолтерс вышло в эфир 20/20, что привело к другим громким интервью и выступлениям. Кристин Коннелли, член совета директоров Бостонского альянса геев, лесбиянок, бисексуалов и трансгендерной молодёжи, заявила: «Она была первым молодым человеком, который привлек внимание всей страны, попал на телевидение и смог сформулировать свою точку зрения с такой невинностью».
Дженнингс является почетным соучредителем фонда TransKids Purple Rainbow Foundation, который её родители основали в 2007 году для оказания помощи трансгендерной молодежи. В 2013 году она основала Purple Rainbow Tails, компанию, в которой она изготавливает резиновые хвосты русалок, чтобы собрать деньги для трансгендерных детей. Дженнингс размещает в 2012 году на своём YouTube-канале серию видеороликов о своей жизни под названием «Я — джаз». Она снимается в реалити-шоу TLC «Меня зовут Джаз», премьера которого состоялась в 2015 году, и рассказывает о своей повседневной жизни с семьёй и проблемах, с которыми она сталкивается как трансгендерная личность.

## Ранняя жизнь и образование
Джарон Блошинский родился 6 октября 2000 года во Флориде в еврейской семье Грега и Жанетт Блошинских. 
Он был четвёртым ребёнком; кроме него в семье родились девочка Ариал и мальчики-близнецы Сандер и Гриффен.
В 2007 году, когда Джарону было 6 лет, Жанетт и Грег появились в телепрограмме 20/20 американского канала ABC News под именами Рене и Скотта Дженнингсов.
По их словам, в возрасте 15 месяцев их сын демонстрировал, что он девочка, расстёгивая межножные застёжки на своих боди, чтобы они выглядели как платья, а в двухлетнем возрасте подошёл к матери и спросил: «Мама, когда придёт добрая фея с волшебной палочкой и поменяет мне гениталии?»
Сам Джарон позже утверждал, что ещё до того, как он научился говорить, его половой член казался ему «неправильным», и он мечтал стереть его губкой и обнаружить за ним «гагину».
Проконсультировавшись с «Диагностическим и статистическим руководством по психическим расстройствам», Жанетт пришла к выводу, что у её сына расстройство гендерной идентичности, что было подтверждено сексологом Мэрилин Фолькер, которая заключила, что у Джарона «женская гендерная идентичность».
В возрасте 5 лет родители отпустили Джарону волосы, стали одевать его как девочку и сменили ему имя; в 11 лет ему имплантировали капсулу с блокатором полового созревания гистрелином, а в 17 лет он прошёл хирургическую коррекцию пола путём создания влагалища из кожи полового члена.
Возникшие осложнения потребовали трёх повторных операций.
В детстве Дженнингс отправилась в детский лагерь Аранутик, первый лагерь с ночевкой для трансгендерных детей.[значимость факта?] Она окончила виртуальную школу Броварда в 2019 году и была выпускницей своего класса. Она была принята в Гарвардский университет, но отложила поступление на год.

## Карьера

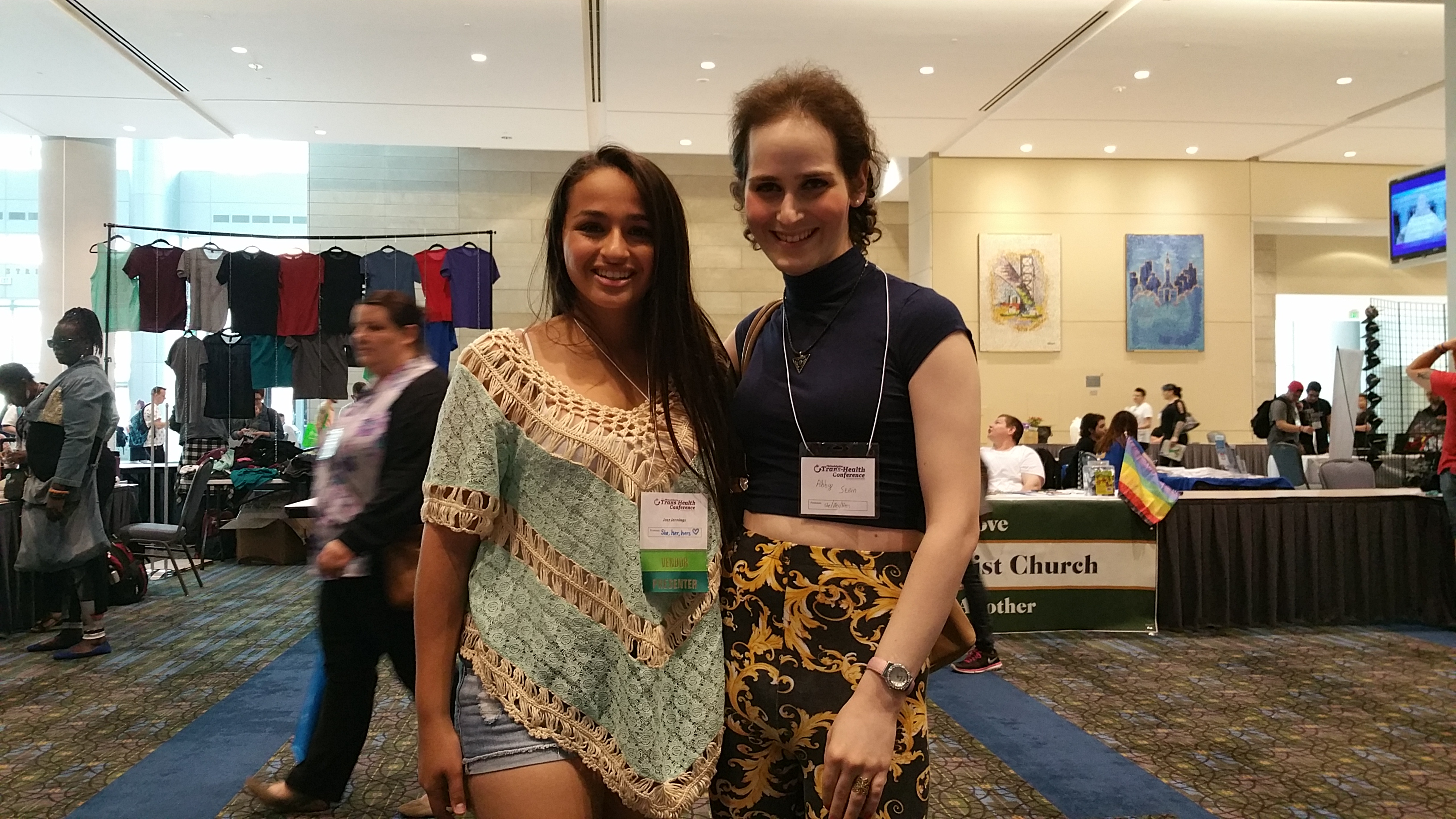
Джаз с транс-активисткой и писательницей Эбби Стайн на конференции по транс-здоровью в Филадельфии в 2016 году. Они оба были объявлены «9 еврейскими ЛГБТ-активистами, которых вы должны знать» по мнению СМИ JTA и TOI.

В шесть лет Дженнингс и её семья начали появляться на телевидении, чтобы рассказать о трудностях взросления трансгендеров. Её история освещалась в национальных телевизионных шоу 20/20 и The Rosie Show, где она появилась вместе с Чезом Боно.
В 2007 году родители Дженнингс основали Фонд TransKids Purple Rainbow Foundation для оказания помощи трансгендерной молодежи. Oна является почетным соучредителем организации.
В 2013 году Дженнингс основала компанию Purple Rainbow Tails, в которой она выпускает резиновые хвосты русалок, чтобы собрать деньги для детей-трансгендеров. В том же году в последующем интервью с Барбарой Уолтерс, вышедшем 20/20, они обсудили борьбу Дженнингс, длившуюся два с половиной года, с Федерацией футбола США, руководящим органом США в этом виде спорта, за разрешение ей играть в женских командах. При содействии Национального центра по защите прав лесбиянок ей удалось изменить политику USSF, разрешив играть транс-студентам.
Дженнингс был соавтором детской книги 2014 года «Я — джаз» с Джессикой Хертель, директором Национального образовательного проекта «Стоунуолл». В книге подробно описывается её жизнь в качестве трансгендерного ребёнка. Согласно либертарианскому журналу Reason: «„Я — джаз“ является одной из самых запрещенных книг в США».
В 2014 году Дженнингс был гостем на премии GLAAD Media Awards, выступая на одной сцене с Заком Уолсом и Лорен Фостер. В том же году она также была названа одной из «25 самых влиятельных подростков 2014 года» по версии Time и признана самым молодым человеком, когда-либо фигурировавшим в списках «Out 100» Out и «40 Under 40» журнала Advocate. Она также была включена в список 100 трансгендеров 2014 года журнала Out, названа молодёжным послом Кампании за права человека и получила молодёжную премию «Первопроходец» от LogoTV за 2014 год. В марте 2015 года Johnson & Johnson объявила о заключении контракта с Дженнингсом на участие в рекламных роликах Clean & Clear. Дженнингс стала моделью-представителем цифровой кампании Clean & Clear «See The Real Mе» и поделилась «испытаниями взросления трансгендера». Она также была моделью для рекламной кампании NOH8. Она также была автором статьи для списка 100 самых влиятельных людей журнала Time, написав статью для Лаверн Кокс.
Повседневная жизнь Дженнингс и её семьи описана в реалити-сериале TLC «Меня зовут Джаз», который дебютировал в июле 2015 года. Премьера седьмого сезона состоялась 30 ноября 2021 года. В 2016 году Дженнингс опубликовала мемуары «Быть Джазом: моя жизнь подростка-трансгендера».
В 2017 году Роберт Тоннер и Tonner Doll Company объявили о планах выпустить куклу по образцу Дженнингса. Это должна была быть первая кукла, которая продавалась как трансгендерная. В том же году Дженнингс озвучила подросткового персонажа-трансгендера Зейди в финале сезона мультсериала Prime Video «Danger & Eggs», который поёт о принятии, помогая двум главным героям понять значение выбранной семьи. В 2018 году было объявлено, что Дженнингс снимется в короткометражном фильме под названием Denim. Речь пойдет о подростке-трансгендере по имени Майкайла и событиях, последовавших за распространением её фотографии в женском туалете, сделанной бывшей подругой. Он был выпущен на Amazon Prime Video 20 июля 2019 года.

## Личная жизнь
В 2012 году Дженнингс обсуждала свою сексуальную ориентацию с Барбарой Уолтерс во время своего интервью 20/20, сказав, что её романтически привлекают мальчики и что она испытывает некоторые опасения по поводу свиданий из-за своей трансгендерной идентичности. В видео с вопросами и ответами на своём канале YouTube в июле 2014 года Дженнингс сказала, что она пансексуалка и что она любит людей «за их индивидуальность», независимо от их сексуальной ориентации и пола. В 2013 году Дженнингс публично рассказала о своем желании в будущем стать матерью.
В интервью, опубликованном в выпуске People от 11 апреля 2018 года, Дженнингс сказала, что, согласно инструкциям её хирургов, она похудела по меньшей мере на 14 кг для того, чтобы сделать операцию по смене пола, которая была запланирована на 20 июня 2018 года. Операция прошла успешно, но за ней последовали осложнения, потребовавшие другой процедуры. Операцию проводили доктор Джесс Тинг и доктор Марси Бауэрс. Дженнингс сказала, что она борется с психическим заболеванием и увеличением веса. В Instagram Дженнингс написала, что у неё расстройство пищевого поведения. После поступления в Гарвард Дженнингс начала переедать, набрав почти 100 фунтов, что заставило её отложить поступление в колледж. Она сказала, что её семья опозорила её.